# جي. في. لوغانثان
جي. في. لوغانثان (بالإنجليزية: G. V. Loganathan)‏ هو مهندس وأستاذ جامعي ومهندس مدني أمريكي، ولد في 8 أبريل 1954 في Karattadipalayam ‏ في الهند، وتوفي في 16 أبريل 2007 في بلاكسبرغ في الولايات المتحدة.